# Fontarèches
Fontarèches là một xã trong tỉnh Gard thuộc vùng Occitanie, phía nam nước Pháp. Xã Fontarèches nằm ở khu vực có độ cao trung bình 250 mét trên mực nước biển.